# Otocinklus przyujściowy
Otocinklus przyujściowy (Macrotocinclus affinis) – gatunek słodkowodnej ryby sumokształtnej z rodziny zbrojnikowatych (Loricariidae).

## Występowanie
Dorzecze górnej i środkowej Amazonki.

## Charakterystyka
Łagodna i towarzyska ryba. Może być hodowana w akwarium wielogatunkowym. Glonojad, chętnie umieszczany w akwariach roślinnych. Dzięki jego niewielkim rozmiarom może skutecznie czyścić drobne liście.
Dorasta do 4 cm długości.

## Warunki w akwarium
| Zalecane warunki w akwarium | Zalecane warunki w akwarium      |
| --------------------------- | -------------------------------- |
| Zbiornik                    | średni (ponad 50 cm długości)    |
| Temperatura wody            | 22–26 °C                         |
| Twardość wody               | miękka do średnio twardej 3–10°n |
| Skala pH                    | 6,5–7,2                          |
| Pokarm                      | glony, tabletki pokarmowe        |
| Uwagi                       | nie lubi jaskrawego oświetlenia. |

## Wymagania hodowlane
Ryba mało wymagająca, ale bardzo wrażliwa na złe parametry wody. Nie należy dopuszczać do zbyt dużych stężeń związków azotowych oraz wahań pH, twardości wody i jej temperatury. Złe warunki wodne mogą wywoływać śmierć całego stada tych ryb. Nie powinna być trzymana w małych akwariach, gdyż często brakuje w nich jej głównego pokarmu – glonów.
Dużo roślin o różnych wielkościach liści. Żwirek powinien być gruboziarnisty. Sporo korzeni, kryjówek, w których mógłby się chować. Tafla wody nie powinna być mocno pokryta roślinami, ponieważ utrudniają one otoskom dostęp do powietrza atmosferycznego. Wskazane umieszczenie drewna potorfowego, które jest źródłem niezbędnej dla tych ryb celulozy.